# 薩里郡
萨里郡，英格蘭東南部的郡。是個歷史悠久也是倫敦四周諸郡之一。泰晤士河流經萨里後，向東北流向大倫敦。以人口計算，沃金是第1大鎮，吉爾福德是第2大鎮，泰晤士河畔沃爾頓是第3大鎮，坎伯利是第4大鎮；吉爾福德是第1大自治市鎮。萨里郡政府的舊所在地并不在萨里，而是在附近大倫敦的泰晤士河畔金斯頓。
萨里郡沒有包含單一管理區，無論把它看待成非都市郡還是名譽郡，其面積都是1,663平方公里，人口都是1,085,400。

## 行政區劃

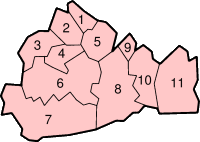
1. 斯佩爾索恩
2. 蘭尼米德
3. 薩里希思
4. 沃金
5. 埃爾姆布里奇
6. 吉爾福德
7. 韋弗利
8. 莫爾河谷
9. 埃普瑟姆-尤厄爾
10. 賴蓋特-班斯特德
11. 坦德里奇

萨里郡實際管轄11個非都市區：斯佩爾索恩（Spelthorne）、蘭尼米德（Runnymede）、薩里希思（Surrey Heath）、沃金（Woking）、埃爾姆布里奇（Elmbridge）、吉爾福德（Guildford）、韋弗利（Waverley）、莫爾河谷（Mole Valley）、埃普索姆-尤厄爾（Epsom and Ewell）、賴蓋特-班斯特德（Reigate and Banstead）、坦德里奇（Tandridge）。

## 經濟
以下經濟數據來源是英國國家統計辦公室。
| 年   | 地區生產總值 | 農業 | 工業  | 服務   |
| ---- | ------------ | ---- | ----- | ------ |
| 1995 | 12,177       | 116  | 2,414 | 9,647  |
| 2000 | 19,811       | 103  | 3,288 | 16,420 |
| 2003 | 22,790       | 99   | 3,394 | 19,297 |

## 地理
下圖顯示英格蘭48個名譽郡的分佈情況。薩里東北與大倫敦相鄰，東與根德郡相鄰，東南與東薩塞克斯郡相鄰，南與西薩塞克斯郡相鄰，西與漢普郡相鄰，西北與伯克郡相鄰。